# Парух
Парух (дари پروخ) — кишлак на северо-востоке Афганистана, в вилаяте (провинции) Бадахшан. Входит в состав района Зебак.

## Географическое положение
Парух расположен на юго-востоке Бадахшана, в высокогорной местности, в левобережной части долины реки Санглич, на расстоянии приблизительно 96 километров к юго-востоку от города Файзабада, административного центра вилаята. Абсолютная высота — 2725 метров над уровнем моря. Ближайшие населённые пункты — кишлак Фалахмадик (ниже по течению Санглича), кишлак Истакуль (выше по течению Санглича).

## Население
Языком большинства населения Паруха является сангличский, который относится к группе памирских языков.

## Экономика
Главной отраслью экономики является сельское хозяйство. Основные культуры, выращиваемые на окрестных полях — пшеница и кукуруза.